# Jean-Jacques Muyembe
Jean-Jacques Muyembe est un virologue congolais né en 1942. Il est notamment connu pour être l'un des co-découvreurs du virus Ebola en 1976.
Il est le directeur général de l’Institut national de recherche biomédicale (INRB) de la république démocratique du Congo (RDC). Il faisait partie de l’équipe de l’hôpital de la mission catholique de Yambuku qui a enquêté sur la première flambée d’Ebola en 1976. En août 2019, une molécule - mAb114 - qu'il a mise au point avec la collaboration de chercheurs américains s'est révélée être efficace contre le virus Ebola.
En mars 2020, il est nommé par le président Félix Tshisekedi coordinateur de la riposte face à la pandémie de COVID-19 en RDC.

## Biographie

### Jeunesse et études
De son nom complet Jean-Jacques Muyembe-Tamfum, il est issu d’une famille paysanne et grandit dans l'ancienne province de Bandundu (actuelle province du Kwilu). Il fait sa scolarité chez les Jésuites. Il étudie ensuite la médecine à l’université Lovanium (RDC), où il s’intéresse à la microbiologie et obtient son diplôme en 1969. En 1973, Il devient docteur à thèse en virologie à l’Université de Louvain KUL (Belgique), où il travaille sur les infections virales en utilisant des modèles murins. Revenu en république démocratique du Congo en 1973, il travaille dans la lutte contre les épidémies. En 1974, une épidémie de choléra à Matadi est la première crise sur laquelle il travaille.

### Carrière

#### Ebola
La revue britannique The Lancet l’a présenté comme le « chasseur d’Ebola » en Afrique. C’est dans un hôpital belge de Yambuku qu’il rencontre ce virus pour la première fois, en 1976,. À l’aide d’une longue tige d’acier, il effectue des biopsies du foie sur trois religieuses décédées sans que les résultats lui permettent de tirer de conclusions. Il est le premier scientifique à avoir contracté le virus et avoir survécu. Le sang d’une infirmière malade fut envoyé pour l'analyse à l’Institut de médecine tropicale d’Anvers, puis aux Centres de prévention et de lutte contre les maladies, où Peter Piot découvre Ebola - un nouveau filovirus. 
Cette chronologie des événements a été revue et le rôle de chacun des acteurs corrigé dans un article paru en 2016 dans la revue scientifique Journal of Infectious Diseases et co-signé par la plupart des différents acteurs, dont les Drs Muyembe et Piot. Le Dr Ngoyi Mushola, étant ainsi le premier à entrer en contact avec la maladie et à la décrire cliniquement, tandis que l'échantillon sanguin ayant servi pour l'isolement et la définition d'un nouveau virus par des chercheurs du CDC américain ( Dr. Karl Johnson, Dr. Patricia Webb, James Lange et Frederick Murphy) provenait d'une collecte effectuée sur des convalescents par l'équipe médicale composée du Dr Krubwa de l'Unikin, ainsi que des Drs Raffier et Ruppol. 
En 1978, Jean-Jacques Muyembe est nommé doyen de l’École médicale universitaire de Kinshasa. En 1981, il rejoint l’Institut Pasteur de Dakar (Sénégal), où il collabore avec les Centres pour le contrôle et la prévention des maladies (CDC) pour étudier les virus d’Ebola et de Marburg. En 1998, il est nommé directeur de l’Institut national de recherche biomédicale (INRB) de la république démocratique du Congo.
En tant que conseiller auprès du Comité d’urgence de l’Organisation mondiale de la santé (OMS) sur l’Ebola, il dirige 15 chercheurs qui étudient la maladie du sommeil, le virus du bas-Congo et Ebola, et il conseille des dirigeants politiques en Afrique occidentale.
Ayant reconnu les défis socioculturels que pose Ebola, il essaye d’inciter les hôpitaux à mieux lutter contre les infections et à travailler ensemble Avec David L. Heymann, il étudie l’épidémie d’Ebola de 1995. Le directeur du Kikwit General Hospital lui demande son aide pour lutter contre une épidémie de diarrhée mortelle. Arrivé sur place, il reconnaît qu’il s’agissait d’Ebola et envoie des échantillons pour confirmation aux CDC pour lutter contre la maladie et la prévenir. Il préside des comités internationaux qui se sont penchés sur la lutte contre les épidémies d’Ebola au Gabon et en république démocratique du Congo. Il dirige les recherches sur les réservoirs du virus Ebola en RDC. 
En 2009, il prouve qu’on peut attribuer les épidémies d’Ebola en RDC à une exposition aux Pteropodidae, une famille de chauves-souris. 
Il met ensuite au point un traitement par sérum contre Ebola en faisant synthétiser des anticorps d'une personne guérie lors d'une précédente épidémie,. Un premier essai de traitement par transfusion de sérum de convalescents avait été tentée, avec un certain succès, par une autre équipe médicale, lors de la première épidémie de 1976, à Yambuku. La Commission Internationale constituée par le gouvernement zaïrois de l'époque l'avait ainsi incluse parmi ses recommandations, en cas de future épidémie.
En 2018 se produit une nouvelle flambée d’Ebola contre laquelle la lutte a tardé en raison de retards dans les signalements. Il est le premier à utiliser un vaccin expérimental contre Ebola pour limiter la propagation du virus, notamment en vaccinant les professionnels de santé,. L'anticorps monoclonal mAb114, conçu par le Dr Muyembe et ses partenaires américains, fut également expérimenté durant cette période, avec le soutien décisif du gouvernement congolais. Lors de cette épidémie, toujours en cours en avril 2020, une polémique sur l'utilisation de vaccins expérimentaux supplémentaires a éclaté et s'est soldée par la désignation du Dr Muyembe comme Coordonnateur de la Riposte contre Ebola, la démission subséquente du ministre de la santé de la RDC de l'époque, le Dr Oly Ilunga Kalenga et l'introduction effective d'un second vaccin expérimental.
Il a mis en place plusieurs centres de recherche, y compris un laboratoire de recherche sur la poliomyélite et la grippe. En 2017, il s’associe à l’Agence japonaise de coopération internationale pour construire un complexe de recherche avec plusieurs laboratoires de biosécurité. En 2018, la RDC n’avait toujours pas la possibilité de tester l’Ebola dans aucun de ses laboratoires propres. Ce qui n'est plus le cas depuis le 20 février 2020, avec l'inauguration de trois laboratoires P3, grâce à la coopération japonaise (JICA).

#### Covid-19
En mars 2020, alors que la pandémie de Covid-19 arrive en RDC, il confie ses doutes sur les capacités du pays à faire face à cette maladie dans un entretien au journal français Le Monde : « Honnêtement, on n’est pas prêts. La population à l’est du pays a été confrontée à Ebola, ils ont compris le coût en vies humaines et le coût économique. Mais à l’ouest et à Kinshasa, Ebola semble loin, donc il faut tout refaire, et vite ». Il estime également que les capacités de prise en charge et de réanimation du pays sont insuffisantes, et que le personnel médical n'est pas suffisamment équipé. 
Le 17 mars, il est nommé par le président Félix Tshisekedi coordinateur de la cellule de riposte face à la pandémie de Covid-19 en RDC,. Quelques jours plus tard, il annonce vouloir utiliser la chloroquine pour traiter les malades, médicament antipaludique qui semblait montrer des résultats encourageants en France et en Chine contre la Covid-19, mais qui ne fait pas l'unanimité au sein de la communauté scientifique.  
Le 3 avril, au cours d'une conférence de presse à l'ambassade des États-Unis, il annonce que la RDC se porte candidate pour tester un nouveau vaccin expérimental produit aux États-Unis, au Canada ou en Chine, contre la Covid-19, ce qui provoque une vive polémique, certains Congolais refusant d'être considérés comme des « cobayes ». Face aux critiques, il tente de rassurer la population le lendemain, en affirmant que le vaccin sera d’abord testé aux États-Unis, en Chine ou en Europe avant de l'être en RDC,.

## Prix et distinctions
En 2015, Jean-Jacques Muyembe a reçu le prix Christophe Mérieux pour poursuivre ses recherches dans le Bassin du Congo. La même année, il reçoit le prix Royal Society Afrique « pour ses travaux fondateurs sur les fièvres hémorragiques virales, parmi lesquelles Ebola, qui ont permis de mieux comprendre l’épidémiologie et les manifestations cliniques des infections virales et de lutter contre leur apparition ». Il a également reçu le Prix d’excellence pour l’ensemble de ses réalisations au Symposium international sur les filovirus de 2015. En 2019, il est désigné comme l’une des « 10 personnes qui comptent en science » par la revue Nature. Le magazine américain Time le classe en outre parmi les « 100 personnalités les plus influentes de l’année » (Time 100) en septembre 2020, évoquant notamment son combat contre Ebola dans une description rédigée par Denis Mukwege,.  